# Hemicyclops gomsoensis
Hemicyclops gomsoensis is een eenoogkreeftjessoort uit de familie van de Clausidiidae. De wetenschappelijke naam van de soort is voor het eerst geldig gepubliceerd in 1991 door Ho & I.H. Kim.